# Contea dello Storstrøm
La contea dello Storstrøm (in danese Storstrøms Amt) era una delle 13 contee della Danimarca, le contee sono state abolite con la riforma amministrativa entrata in vigore il 1º gennaio del 2007 e sono state sostituite da cinque regioni.

## Comuni
(Popolazione al 1º gennaio 2006)
| - Fakse (12.474) - Fladså (7.730) - Højreby (4.020) - Holeby (3.892) - Holmegaard (7.643) - Langebæk (6.340) - Maribo (11.001) - Møn (11.572) - Næstved (48.546) - Nakskov (14.745) - Nørre Alslev (9.618) - Nykøbing Falster (25.464) | - Nysted (5.357) - Præstø (7.758) - Ravnsborg (5.472) - Rødby (6.511) - Rønnede (7.337) - Rudbjerg (3.326) - Sakskøbing (9.296) - Stevns (11.461) - Stubbekøbing (6.794) - Suså (8.762) - Sydfalster (6.922) - Vordingborg (20.740) |